# Les Écuelles
Les Écuelles es una película del año 1983.

## Sinopsis
Este cortometraje transcurre en el norte de Burkina Faso, en un pueblo mossi. Vemos a dos hombres de avanzada edad elaborar con paciencia y precisión las escudillas tradicionales de madera que utilizan los habitantes a diario. Mientras, los jóvenes se marchan a la ciudad, olvidando estos oficios difíciles.